# Веселовка (Воронежская область)
Веселовка — посёлок в Эртильском районе Воронежской области.
Входит в состав городского поселения Эртиль.

## География
Посёлок находится к северу от берега реки Большая Эртиль

### Часовой пояс
Посёлок Веселовка, как и вся Воронежская область, находится в часовой зоне МСК (московское время). Смещение применяемого времени относительно UTC составляет +3:00.

## Население
| 2000 | 2010 |
| ---- | ---- |
| 167  | ↘135 |

## Улицы
В посёлке имеются две улицы — Луговая и Солнечная.